# 广东广电网络
广东省广播电视网络股份有限公司，通称广东有线，简称广东广电网络，前身是1994年成立的广东有线电视台，由20家发起人共同发起组建。2001年除体育频道划归广东电视台管理，余下的其他频道与广东经济电视台整合成南方电视台，对有线电视的营运管理工作转交广东有线广播电视网络有限公司，广东有线广播电视网络有限公司现为广东广电网络子公司。公司于2010年6月6日成立，专门负责广东省广电网络的整合及运营。截至2019年，公司拥有用户数1400万。

## 沿革

### 有线电视台时期

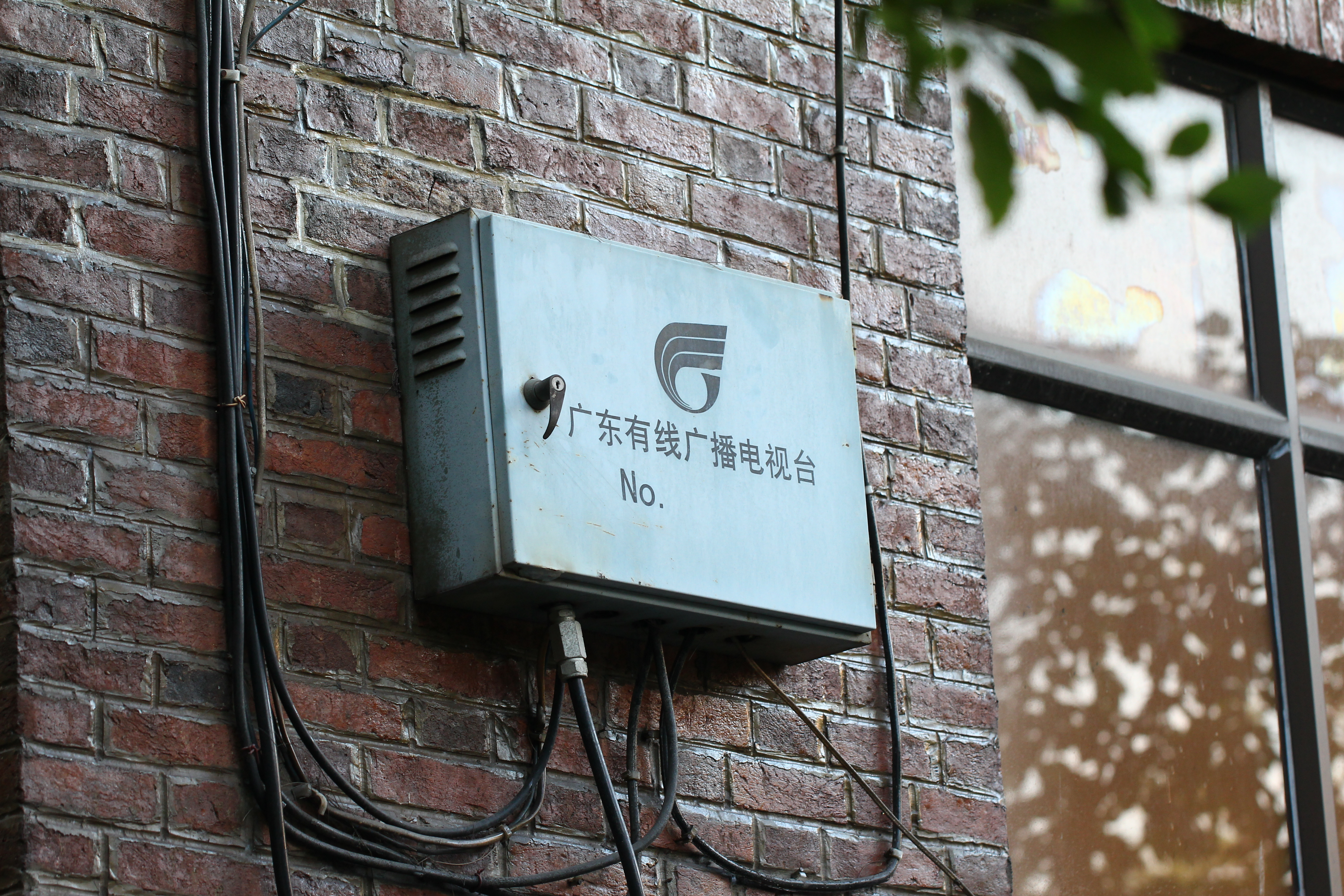
南方台的前身是廣東有線廣播電視台，台徽相同。

中共广东省委宣传部於1993年12月4日批准筹建广东有线电视台。1994年4月1日和6月1日经中华人民共和国广播电影电视部和广东省人民政府批准成立，实行自筹资金、自收自支和工作人员全员聘任的全新管理体制。1994年8月28日，两条自办频道影视台、文体台正式开播。该台建立后，除转播中央、省、广州市和兄弟省卫星电视等多套节目外，还自办体育台、信息台和两套调频立体声广播音乐节目等；而当时最重要的目的是，统一接收香港四个地面无线频道，意图以清晰的视像诱使市民放弃自行接收未经过滤的原始讯号，方便中断内容。到1995年，该台已铺设光缆200KM，拥有40万用户终端。1997年4月2日，更名为广东有线广播电视台。
自办頻道列表（依据开播顺序来计）：
- 第1台影視台：1994年8月28日启播，为广东有线台的主频道，主要播放电影和电视剧，現为广东广播电视台影视频道；
- 第2台體育台：1994年8月28日启播，前称文体台，1996年改为体育台，是广东首个体育专业频道，播出各类体育节目，包括部分录制的ESPN节目，現为广东广播电视台体育频道；
- 第3台信息台：1994年12月13日启播，播出各类经济和金融信息等，后改为广东广播电视台综艺频道，于2018年10月停播。
- 第4台都市台：1996年1月22日开播，主要播放新闻、资讯、娱乐节目，現为大湾区卫视；
- 第5台购物台：1999年2月8日启播，主要播放生活资讯及电视购物节目，後改為南方電視台科教生活頻道，2005年分拆給廣東電視台，现為广东广播电视台新闻频道；
- 第6台卡通台：1999年9月19日启播，曾與Cartoon Network合作播放其買有版權的動畫片，現为广东广播电视台少儿频道。
- 第7台电影台（加密）：1999年启播，主要播出各类电影，2001年7月1日改为南方电视台图文频道，后停播。[2][3]
- FM88.3综合音乐广播：1994年12月13日启播，主要播出流行音乐、民族音乐、古典音乐和部分“视听同步”节目，2001年7月1日停播。
- FM89.8背景音乐广播：1994年12月13日启播，主要播出纯音乐，为各类服务行业、商业场所及百姓家庭提供音乐服务，2001年7月1日停播。[4]

2001年7月1日根据当局的法令，撤销广东有线广播电视台，将其体育频道与广东电视台体育中心合并划归广东电视台管理，余下的其他频道与广东经济电视台整合成南方电视台，原广东有线的都市、信息、影视、购物、卡通等频道分别改成南方电视台的都市、综艺、影视、科教、少儿等频道。对有线电视的营运管理工作转交广东有线广播电视网络有限公司，审查及插播则由南方电视台负责。而广东电视台和南方电视台在2014年合并成为广东广播电视台。

### 广东有线时期

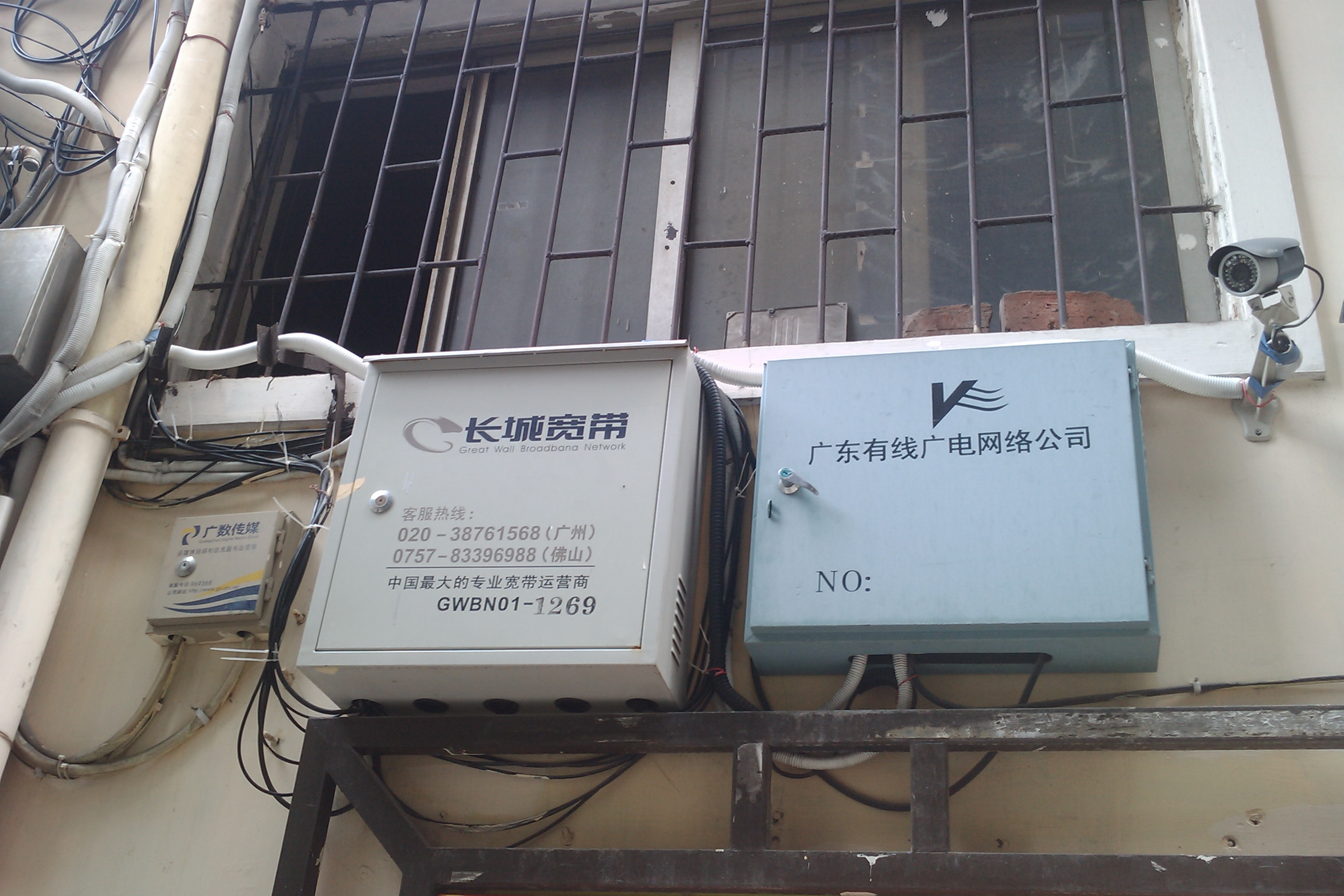
廣東有線廣播電視網絡有限公司

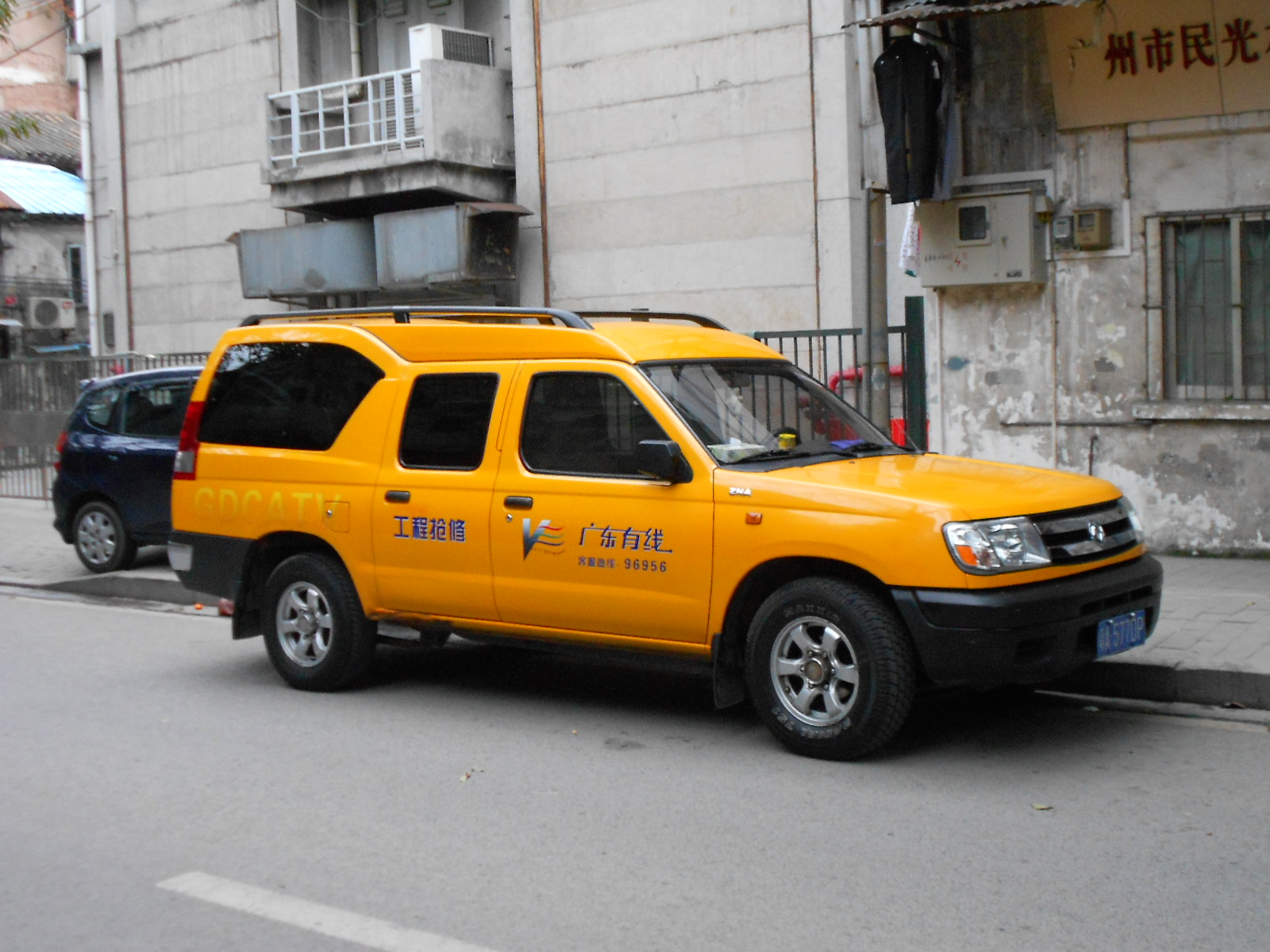
工程搶修車

2000年，广东省内广电系统113家股东单位共同出资发起成立广东有线电视广播网络公司（简称广东有线，俗称小省网）。小省网拥有广东全省的干线网络，同时在广州城区拥有超过15000纤芯公里的光缆和约90万的接入网用户，与珠江数码是竞争对手，而珠江数码，拥有约140万用户。由于各自地盘界线并不完全清晰，此前出现过双方争抢用户的现象。

### 广东广电网络时期

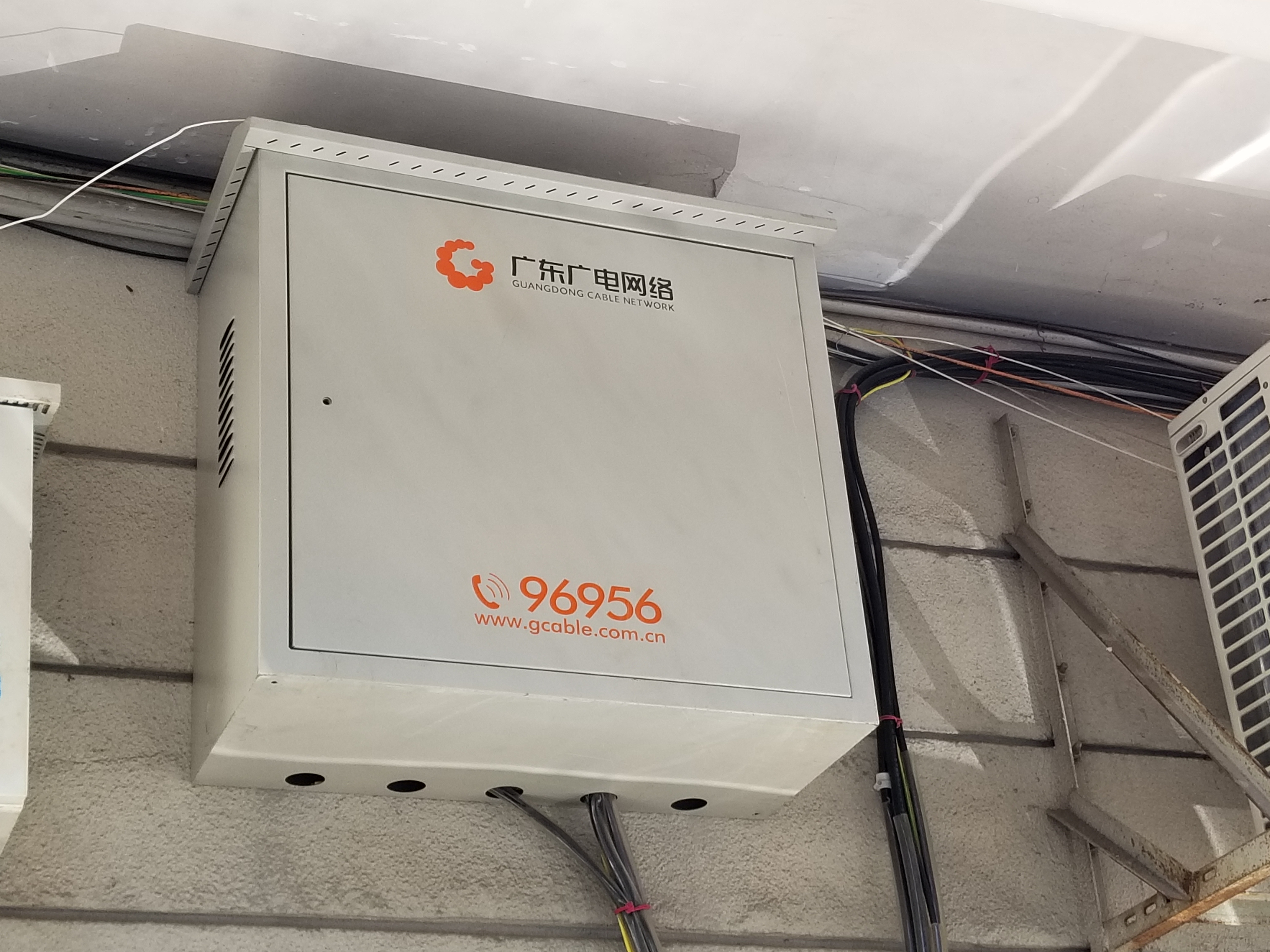
新版分线箱

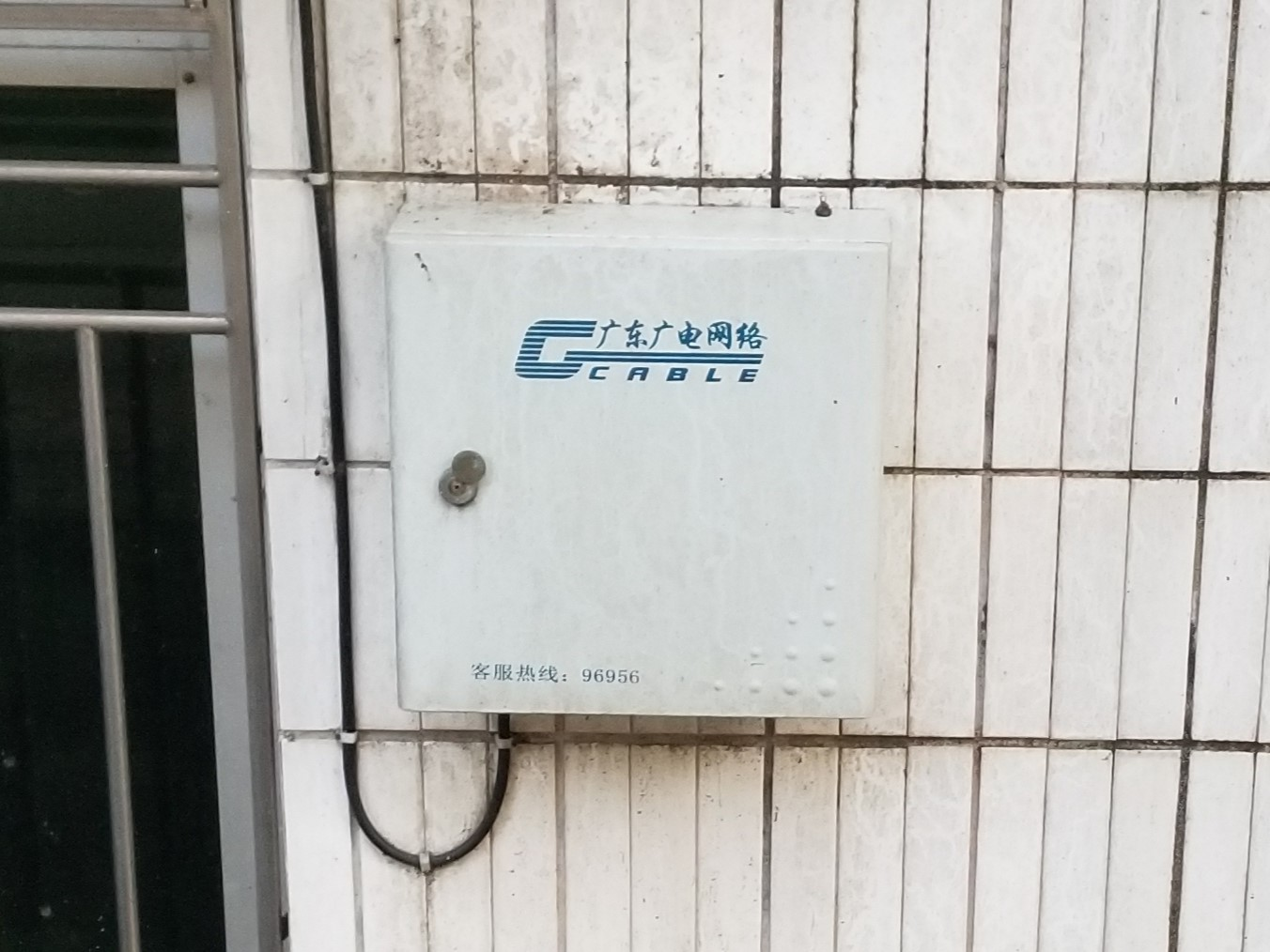
旧版分线箱

中央一直希望整合全国广电网络，以推动广电网络更好的发展。广东的广电网络整合是较慢的，实质性的启动是在2009年的最后一天，广东省委省政府通过联合发文，指示了广东省广电网络的重组。按照文件精神，广东省网整合分成三步走战略：第一步是南方广播影视传媒集团（广东有线上级主管单位）与19个地级市广播电视台以经评估后确认的有线广电网络净资产入股方式，组建省级广电网络公司。 第二步是广州有线广电网络资产并入，以珠江数码为主体成为新成立省级广电网络公司的广州分公司。 第三步是上市的天威视讯再以适当的方式进入省级广电网络公司。
2010年6月6日，广东省广播电视网络股份有限公司创立大会暨第一届股东大会在广州珠岛宾馆召开，会议审议通过了省网络公司筹建工作报告、公司章程等7项议程，同时选举产生了第一届董事会董事，原南方影视传媒集团党委副书记、管委会副主任、编辑委员会总编辑张健出任第一任董事长。8月5日，广东广电网络在广州挂牌成立。11月，法律上的程序已经完成。随后，除深圳外的全省20个地市分公司陆续挂牌成立，此外还有一个直属公司，即广东有线广播电视网络股份有限公司。例如中山市的广电运营商被合併後就更名為“广东省广播电视网络股份有限公司中山分公司”。雷州广电在2011年底挂了“广东省广播电视网络股份有限公司湛江雷州分公司”的牌子，但雷州广电一切操作还是按照以前的模式来管理，广东省广播电影电视局称由于雷州广电的人员资产和业务经营没有移交，因此暂时仍然由雷州广播电视台负责。
2011年6月28日，广东省广播电视网络珠江数码集团有限公司在广州挂牌。挂牌之后，将启动资产评估。计划由省网以用户资源换股，原来小省网在广州市区的接入网及90多万用户并入珠江数码，而经过换股之后，珠江数码将成为广东省网的子公司，设定的时间表是10月30日前完成。但后来未能如期进行，到现在为止市网的资产依然没有完成整合，只是加挂公司名称而已。
有传言称，在还未完全整合广州的广电网络时，广东省网就已在谋划借壳天威视讯上市，同时借此完成对天威视讯的整合。据称广东省网已经与深圳天威视讯达成了初步协议，有意将整合后的广东省网、广州市网资产整体打包放入天威视讯。广东省级网络资产借壳天威视讯上市，一方面是广东省广电网整合的一部分，另一方面也有助于未来在全国有线网络整合中争取更多话语权。但后来天威视讯澄清借壳传言，称未与广东省网达成协议。
2017年8月，广东广电网络启用了全新的品牌核心标识。新标识以亮眼的橙红色为主色调，用相连的渐变色圆形凸显连接、融合的概念，整体画面显得更加年轻、热情、富有活力。

## 审查及插播
广东省广播电视节目监听监看中心是審查全廣東省境外電視的操作方，負責審查三個地面無線頻道（翡翠台、明珠台、澳视澳门）和兩個亞太六號衛星頻道（凤凰卫视中文台、星空卫视）。广东广电网络仅负责传输已審查的境外電視訊號。
按照双方的协议，相关播出单位可以在节目中插播当地宣传、广告等内容，由播出机构负责。插播广告行为是双方电视台在省市广电局协调下的商业行为，且省、地市、县区级电视台都有插播经营项目。2020年起仅省级有权插播，地市级、县区级再无权插播。

## 业务
运营省级广电干线网络，將已審查的境外電視訊號和其他省內和國內電視頻道传输至全省各地广电运营商。整合及运营全省各地的广电网络，与部分暂未整合的县区广电运营商融合发展。截至2021年1月仍未整合广州（广东有线除外）、深圳、新丰、潮阳、潮南、澄海、南澳、台山、恩平、廉江、吴川、遂溪、徐闻、封开、德庆、兴宁、丰顺、龙川、连平、和平、阳江江城、阳春、阳西、连州、饶平、普宁、揭西、惠来、罗定、郁南的广电网络。
广东广电网络拥有下列品牌：
- U互动（高清电视、视频点播及相关增值业务等多平台的业务品牌）
- U宽频（宽带接入业务品牌）
- 谷豆（手机电视业务品牌）
- U点（家庭服务器，4K电视、视频点播及智能宽带等相关增值业务等多平台的业务品牌）

## 参数
分为DVB-C式机顶盒和双向网络互交式机顶盒，而原本的数码标清机顶盒、单向数码高清机顶盒、U互动高清机顶盒都属于DVB-C式机顶盒。
使用DVB-C方式的直播频道参数如下：
- 标清：MPEG-2 576i，带宽：3Mbps
- 高清：H.264 1080i 带宽：7Mbps
- 超高清：H.265 2160p 带宽：33Mbps

但有些频道并不是这种方式，例如某些轮播频道，就是使用H.264 1080 25P的形式广播。
而U点机顶盒则属于双向网络互交式机顶盒，分为DVB-C和光纤两种版本。通常情况下两种版本均为直接映射DVB-C传输的频道参数，只是传输方式不同。DVB-C版采用单播的方式，而光纤版本为udp组播，与IPTV原理类似。

## 外部連結
- 广东广电网络官网（页面存档备份，存于）